# Douglas AC-47 Spooky
El Douglas AC-47 Spooky (también llamado "Puff the Magic Dragon") es un avión de ataque pesado derivado del avión de transporte Douglas C-47 Skytrain. Fue el primero de una serie de aviones desarrollados por el Ejército de los Estados Unidos durante la guerra de Vietnam para proporcionar apoyo aéreo cercano a las tropas de tierra, con una potencia de fuego mayor de la que podían ofrecer otros aviones de ataque ligero y mediano.

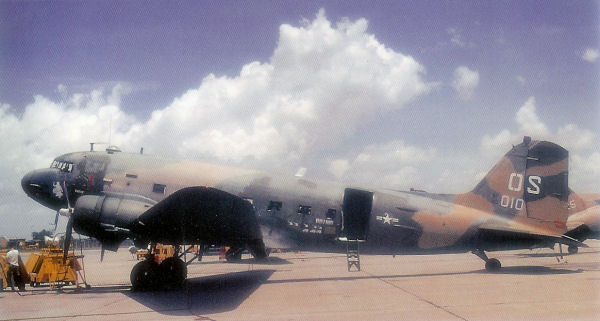
Un AC-47 en la base Udorn de la Real Fuerza Aérea Tailandesa, junio de 1970.

## Diseño y desarrollo
El AC-47 fue una conversión del C-47 Skytrain (la versión militar del DC-3), que había sido modificado para montarle tres ametralladoras  Minigun XM134 de 7,62 mm, que serían disparadas a través de dos ventanas traseras y desde la puerta de carga, todas desde el lado izquierdo de la aeronave. Otras configuraciones de armas podrían también ser encontradas en  C-47 similares alrededor del mundo. Las ametralladoras eran disparadas por el piloto desde su puesto mediante un control donde el podía disparar cada ametralladora de forma individual o todas a la vez. También había artilleros en la tripulación, pero estos se encargaban de recargar o reparar los fallos de las ametralladoras.
Su función primaria era dar apoyo aéreo a tropas de tierra, tanto estadounidenses como survietnamitas. En acción, el AC-47 orbitaba sobre el objetivo designado, a veces durante horas, ofreciendo fuego de supresión sobre un área designada. La cobertura dada por el Spooky (fantasmagórico) era un área elíptica de unos 49,5 m de diámetro, colocando un proyectil cada 2,2 m durante una ráfaga de tres segundos, siendo capaz de disparar un total de 6000 proyectiles por minuto.
El avión llevaba una dotación de munición de 16.500 cartuchos en misiones estándar, aunque podía llegar a embarcar hasta un total de 24.000. Esta gran cantidad de munición de apoyo, que incluía trazadoras, lo hizo popular entre las tropas de tierra (quienes lo llamaron "Puff el Dragón Mágico" como la canción homónima del trío folk Peter, Paul and Mary). Además de las ametralladoras, el AC-47 también llevaba bengalas Mk 24 de descenso en paracaídas, las cuales eran arrojadas por la tripulación para iluminar el campo de batalla durante un tiempo estimado entre 150 y 180 segundos.

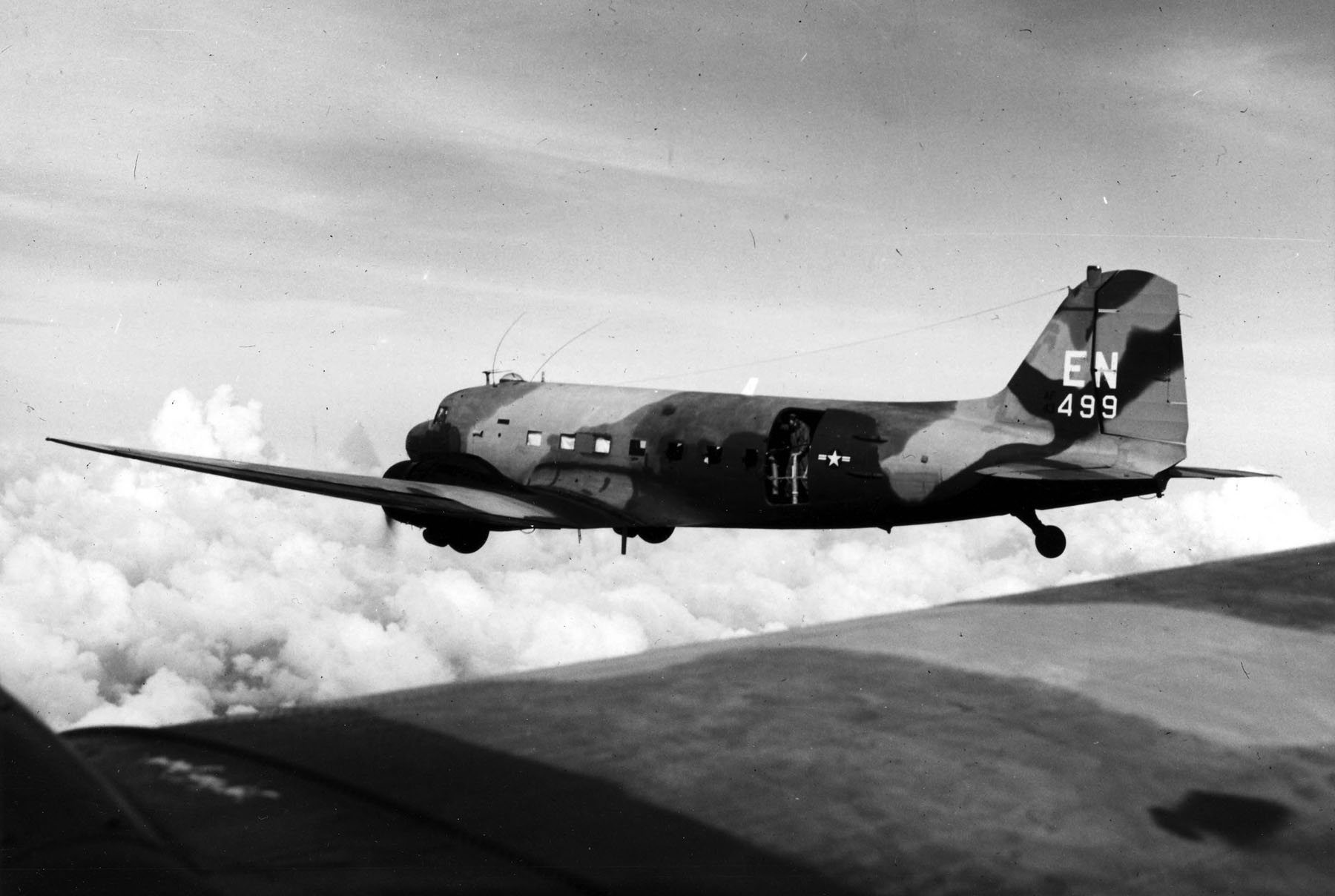
AC-47 en misión diurna.

Debido a la antigüedad del avión base (C-47), la aeronave fue muy vulnerable al cada vez más denso fuego antiaéreo por su velocidad y altura de vuelo, hasta tal punto que dejaron de patrullar la Ruta Ho Chi Minh al ser derribadas tres aeronaves por fuego antiaéreo. Consecuentemente, fueron diseñados otros modelos más modernos de cañonero tales como el AC-119 y el AC-130, a partir de modernos aviones de carga, equipados con armas de mayor calibre.
Cuando el AC-47 fue introducido, fue el primero de su clase en servicio y no había diseños anteriores para comparar la calidad de la aeronave. Cuando comenzaron a llegar las peticiones de más cañoneros, la USAF se encontró en una precaria situación. Simplemente no había suficientes ametralladoras para instalarlas en las aeronaves, después de las primeras dos conversiones. Las siguientes cuatro aeronaves fueron equipadas con diez ametralladoras AN/M2 de 7,62 mm. Sin embargo, se descubrió rápidamente que al emplear munición sobrante de la Segunda Guerra Mundial y de la guerra de Corea en estas ametralladoras, que se atascaban con facilidad, producían muchos gases e incluso en montajes de diez ametralladoras, solamente podían ofrecer la densidad de fuego de una Minigun. Cuando llegaron más Minigun, estas cuatro aeronaves fueron equipadas con la configuración estándar.
Las ametralladoras que inicialmente empleaba el AC-47 iban dentro de contenedores de armamento SUU-11/A montados sobre afustes de fabricación local, pero la Emerson Electric desarrolló el afuste MXU-470/A, que finalmente fue usado también en los siguientes aviones.

## Historia operacional

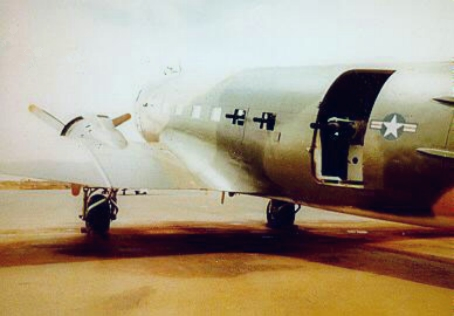
AC-47 en la base aérea de Nha Trang, Vietnam del sur.

### Fuerza Aérea de Estados Unidos
En agosto de 1964, el Proyecto Tailchaser trataba de investigar las técnicas adecuadas para el disparo lateral desde una aeronave en vuelo, pero hasta ese momento no habían progresado demasiado. Gracias a su impulsor, el capitán Ronald W. Terry (de la división de Sistemas Aeronáuticos de la base Wright-Patterson), que demostró el potencial de esta configuración, el proyecto avanzó. Las primeras pruebas del proyecto incluyeron la conversión de un Convair C-131B para ser capaz de disparar una Minigun GAU-2/A con un ángulo descendente y montada en el lado izquierdo de la aeronave. Se descubrió que cuando se usaba un punto de mira en el lado izquierdo del asiento del piloto pegado a la ventana, era muy fácil disparar con relativa precisión a un área mientras se realizaba una maniobra de pylon turn (giros circulares con un ángulo descendente sobre un punto). Las pruebas fueron llevadas a cabo en la Base Aérea Eglin por el ADTC (Centro de Pruebas y Desarrollo de Armamento).
Para octubre de 1964, un C-47D, bajo el Project Gunship (Proyecto Cañonero), fue convertido al estándar del Project Tailchaser (Proyecto Cazador de Cola), pero instalándose un total de tres Minigun. Estas fueron inicialmente montadas sobre soportes, que esencialmente sujetaban los contenedores de armamento (SUU-11/A), destinados para aviones de ala fija, en un montaje que les permitía ser disparadas desde una tronera lateral de forma remota. Esta aeronave fue enviada para su uso por el 4º Mando Aéreo en la República de Vietnam para realizar pruebas operacionales. Para mediados de 1965, un total de seis aeronaves estaban siendo operadas por dicho Mando, y para finales de 1965, había 20 más. El cañonero original fue designado como FC-47D por la USAF, pero debido a protestas por parte de pilotos de aviones de caza (fighter en inglés, los comúnmente denominados F-), la designación fue cambiada a AC-47D durante 1965.
El 4º Mando Aéreo fue inicialmente el punto de llegada de los AC-47, hasta llegar a acumularse un total de 32 aparatos. Esto no duró demasiado, se repartieron aeronaves por la 14º Ala de Operaciones Especiales (SOW), y los AC-47D fueron asignados a los 3º y 4º Escuadrones de Operaciones Especiales (SOS), así como, después, a la 432 Ala de Caza Táctica en la Base Udorn de la Real Fuerza Aérea Tailandesa.

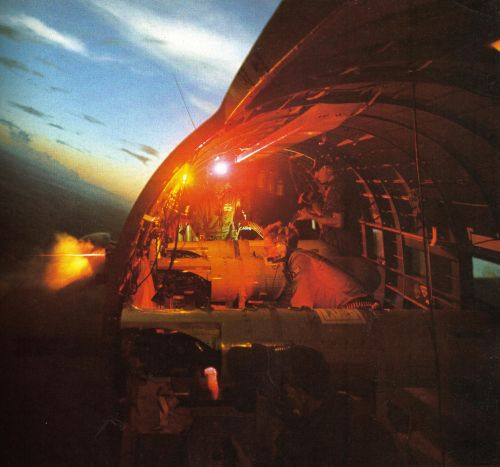
AC-47 en acción.

Durante el conflicto, la USAF perdió 19 AC-47 por diversas causas, doce de ellos derribados por fuego enemigo.
Cuando Estados Unidos comenzó el Project Gunship II y Project Gunship III, algunos de los AC-47D restantes fueron transferidos a las fuerzas aéreas de Vietnam del Sur, Laos, Taiwán y Camboya.
John L. Levitow fue nombrado LoadMaster el 24 de febrero de 1969 y le condecoraron con la Medalla de Honor.

### Sudeste asiático
Aviones AC-47 retirados de la USAF y variantes del AC-47, incluyendo el BT-67, han sido utilizados en combate por Laos, Camboya y Tailandia.
- En 1969, ante el éxito de los AC-47 enviados a Laos, se decidió convertir algunos C-47 en cañoneros y entregárselos al Gobierno de Laos para su lucha contra la guerrilla. Cinco C-47 survietnamitas fueron equipados con ametralladoras montadas en contenedores SUU-llA y en 1970 se recibieron además ocho AC-47 ex-USAF equipados con ametralladoras MXU-470.[6]
- Vietnam del Sur recibió en 1969 dieciocho aviones AC-47 ex-USAF y además había decidido convertir en 1967 dieciséis transportes C-47, equipándose con ametralladoras  montadas en contenedores SUU-llA. Los AC-47 fueron asignados al RVNAF 817 Escuadrón de la Fuerza Aérea, complementados en 1971 por AC-119G ex-USAF. Se cree que Vietnam empleó algunos de estos aviones sobre Camboya tras la invasión.
- Se estima que hasta una docena de AC-47 podrían haber llegado a la Fuerza Aérea de Camboya. Un par AC-47D llegaron en 1971, y seis AC-47 escaparon a Tailandia en 1975. Algunos eran C-47 convertidos localmente en cañoneros.[7][8]
- Indonesia transformó localmente dos C-47 en cañoneros para emplearlos en Timor.

### El Salvador
Al menos dos C-47 fueron modificados localmente, armándose con dos ametralladoras M2 de 12,7 mm. La Fuerza Aérea de El Salvador empleó al menos dos AC-47D ex-USAF durante la guerra civil. Los aviones fueron modificados antes de ser entregados en 1984 a El Salvador, recibiendo tres ametralladoras Browning M3 de calibre 12,7 mm, y lanzadores de bengalas de iluminación. Unos de los AC-47 fue derribado por un misil SA-7 en 1989.

### Colombia
En 1986 se modificaron localmente dos aviones C-47 de la Fuerza Aérea Colombiana, armándolos con tres ametralladoras calibre 12,7 mm, sistema infrarrojo FLIR, lanzadores de bengalas, etc. En 1993, Estados Unidos accedió a proporcionar a Colombia siete AC-47, antes de su entrega modernizados y repotenciados a la versión BT-67, y equipados con aparatos de visión nocturna. En Colombia se emplearon durante muchos años estos AC-47T, siendo conocidos como el "Avión Fantasma". Las tres ametralladoras Browning de 12,7 mm fueron con los años reemplazadas por ametralladoras rotativas GAU-19 de 12,7 mm. Han sido utilizados con éxito por las fuerzas aéreas locales, aprovechando sus equipos de visión nocturna para participar en operaciones junto con helicópteros de ataque AH-60 Arpía (una variante armada del UH-60), Tucano y A-37 Dragonfly contra grupos armados ilegales.

### Sudáfrica
Variantes modernizadas del AC-47, incluyendo el BT-67, han sido utilizados en combate por Sudáfrica y Rodesia, con una gran variedad de configuraciones de armas, incluyendo ametralladoras tipo Gatling de numerosos tipos, varias ametralladoras pesadas o medias y cañones automáticos (los “Dragón Daks” sudafricanos fueron conocidos por montar cañones automáticos de 20 mm).

## Operadores

Países operadores del AC-47 Spooky.

### Actuales
Colombia
- Fuerza Aéroespacial de Colombia: en Colombia, este avión es denominado Fantasma. Técnicamente no es un C-47 o AC-47, sino un Basler BT-67 fabricado por Basler Turbo Conversions LLC. Actualmente posee 6 unidaes, cabe recordar que una de ellas con matrícula FAC 1659, se accidentó en el término de una misión, por condiciones climáticas. Cumplen misiones contrainsurgencia y de ataque a tierra.

 El Salvador
- Fuerza Aérea Salvadoreña

### Anteriores
Camboya
- Aviación Nacional Jemer

 Estados Unidos

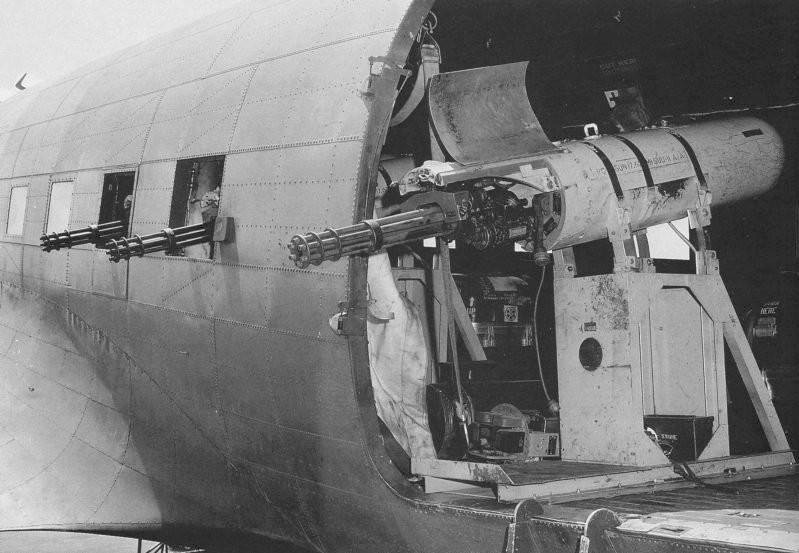
AC-47 con tres Minigun en contenedores de armamento SUU-11/A.

- Fuerza Aérea de los Estados Unidos

 Filipinas
- Fuerza Aérea de Filipinas

 Laos
- Real Fuerza Aérea Laosiana

 Rodesia
- Fuerza Aérea de Rodesia

 Sudáfrica
- Fuerza Aérea de Sudáfrica

 Tailandia
- Real Fuerza Aérea Tailandesa

 Honduras
- Fuerza Aérea Hondureña

 Vietnam del Sur
- Fuerza Aérea de Vietnam

## Especificaciones

### Características generales
- Tripulación: 8 (piloto, copiloto, navegante, ingeniero de vuelo, observador y tres artilleros).
- Longitud: 19,6 m (64,3 ft)
- Envergadura: 28,9 m (94,8 ft)
- Altura: 5,2 m (17,1 ft)
- Superficie alar: 91,7 m² (987,1 ft²)
- Peso vacío: 8200 kg (18 072,8 lb)
- Peso cargado: 11 800 kg (26 007,2 lb)
- Peso máximo al despegue: 14 000 kg (30 856 lb)
- Planta motriz: 2× Pratt & Whitney R-1830 Twin Wasp, radiales de 14 cilindros en doble estrella enfriados por aire.
  - Potencia: 895 kW (1234 HP; 1217 CV) cada uno.

### Rendimiento
- Velocidad máxima operativa (Vno): 375 km/h (233 MPH; 202 kt)
- Velocidad crucero (Vc): 280 km/h (174 MPH; 151 kt)
- Alcance: 3500 km (1890 nmi; 2175 mi)
- Techo de vuelo: 7450 m (24 442 ft)
- Régimen de ascenso: 5,8 m/s (1132 ft/min)
- Carga alar: 162,5 kg/m² (33,3 lb/ft²)
- Potencia/peso: 240 W/kg (0,15hp/lb)

### Armamento
- Ametralladoras: 

  - 3× General Electric GAU-2/M134 de 7,62 mm o 10× Browning AN/M2 de 7,62 mm
- Otros: 48× bengalas Mk.24

### Desarrollos relacionados
- C-47 Skytrain
- Douglas DC-3

### Aeronaves similares
- Fairchild AC-119
- Lockheed AC-130

### Listas relacionadas
- Secuencia C- (Aviones de Carga del USAAS/USAAC/USAAF/USAF (1925-62)): ← C-44 - C-45 - C-46 - C-47/T - C-48 - C-49 - C-50 →